# Luigi Barbarito
Mons. Luigi Barbarito (19. dubna 1922, Atripalda - 12. března 2017) byl italský římskokatolický kněz, arcibiskup a emeritní apoštolský nuncius.

## Život
Narodil se 19. dubna 1922 v Atripaldě.
Studoval v kněžském semináři diecéze Avellino a v Papežském semináři v Beneventu. Na kněze byl vysvěcen 20. srpna 1944. Poté studoval kanonické právo na Papežské univerzitě Gregoriana. Mezi tím se připravoval na diplomatické služby v listopadu 1953 začal působit v diplomatických službách v Oceánii.
Dne 11. června 1969 jej papež blahoslavený Pavel VI. jmenoval apoštolským nunciem na Haiti a titulárním arcibiskupem z Fiorentina. Biskupské svěcení přijal 10. srpna 1969 z rukou kardinála Amleta Giovanniho Cicognaniho a spolusvětiteli byli arcibiskup Agostino Casaroli a biskup Pasquale Venezia.
Dne 5. dubna 1975 se stal apoštolským pro-nunciem v Horní Voltě, Nigeru a Senegalu a apoštolským delegátem v Guinea-Bissau, Mali a Mauritánii. Roku 1977 také apoštolským pro-nunciem na Kapverdách.
Dne 10. června 1978 byl ustanoven apoštolským pro-nunciem v Austrálii.
Dne 21. ledna 1986 se stal pro-nunciem ve Velké Británii a 13. dubna 1993 nunciem.
Dne 31. července 1997 přijal papež svatý Jan Pavel II. jeho rezignaci na post nuncia, z důvodu dosažení kanonického věku 75 let.
Byl nositelem čestného rytířského velkokříže Královského řádu Viktoriina (1996) a církevního rytířského velkokříže milosti Řádu konstantiniánských rytířů sv. Jiří (2013).